# 頻度依存選択
頻度依存選択（ひんどいぞんせんたく）あるいは頻度依存淘汰とは進化のプロセスを説明する用語の一つで、表現型の適応度が集団中の他の表現型との相対的頻度によって決まることである。正の頻度依存選択とは、ある表現型が集団中で多数の場合により数を増すことで、負の頻度依存選択とは集団中で多数の表現型の適応度が低くなるケースを指す。負の頻度依存選択は表現型多型と安定性選択の主要なメカニズムである。

## 負の頻度依存選択
負の頻度依存選択はしばしば種間の相互作用（捕食、寄生、競争）の結果か、種内の遺伝子型の相互作用の結果として表れる。最初の頻度依存選択の明らかな主張は1884年にE.B.ポールトンによって行われた。彼は被食者が体色の多型を維持する要因として捕食圧を考慮した。
負の頻度依存選択の別の例は、植物の自家不和合性対立遺伝子である。二つの植物がともに互換性が無い同じ系統の対立遺伝子を共有するとき、それら同士は配偶できない。したがって新しい（珍しい）対立遺伝子を持つ個体は配偶でより多く成功できる。そしてその対立遺伝子は素早く集団中に広がる。
より身近な例では、人に感染する病原体（例えば風邪ウイルス）にも見られる。いったんある感染症が流行すれば、多くの人はそれに対して免疫を持つ。しかしウイルスなどの新しい種、あるいは珍しい種は急速に集団中に広まる。遺伝子の変異のまれさや新しさがもたらすこの有利さはウイルスの継続的な進化の原動力となる。

## 正の頻度依存選択
負の頻度依存選択は少数派の表現型に有利さをもたらすが、正の頻度依存選択は広く見られる表現型に有利さをもたらす。これは新たな対立遺伝子が集団中で多数派になり有利さを享受できるようになるまでに、適応度が低い時期を経験することを意味する。この問題は生物毒を持つ生物の警告色の進化が困難である論理的根拠として提案された。警告色の推測されている長所は、捕食者が被食者をその模様で学べることにある。しかしその模様が珍しければ捕食者は学習せず、警告色には利益がない。